# 21076 Kokoschka
21076 Kokoschka è un asteroide della fascia principale. Scoperto nel 1991, presenta un'orbita caratterizzata da un semiasse maggiore pari a 2,4167673 UA e da un'eccentricità di 0,2234049, inclinata di 1,51283° rispetto all'eclittica.